# Кривобородов, Александр Семёнович
Алекса́ндр Семёнович Кривобородов (1 января 1942 — 1997) — советский футболист, защитник.
В 1960—1961 выступал в классе «Б» за «Трактор» Волгоград. В первой группе классе «А» в составе СКА Ростова-на-Дону в 1961—1969 годах сыграл 133 игры, забил два гола.
Серебряный призёр чемпионата СССР 1966 года.
В 1970-х годах — тренер команды ГСВГ.